# Miradouro da Ponta do Pôr-do-Sol
O Miradouro da Ponta do Pôr-do-Sol é um ponto de observação situado a uma altitude de 319 metros, localizado na estrada regional ER1-1ª, na Lomba do Alcaide, na freguesia de Nossa Senhora dos Remédios, no concelho da Povoação, na Ilha de São Miguel, Açores.
Este miradouro é um popular local de merendas, oferecendo boas condições para churrascos, com a presença de um parque de estacionamento e instalações sanitárias. A partir deste miradouro, é possível avistar várias paisagens da região, incluindo algumas lombas da Povoação, as pastagens circundantes, a Ponta do Garajau e a vila piscatória da Ribeira Quente.